# Bringa

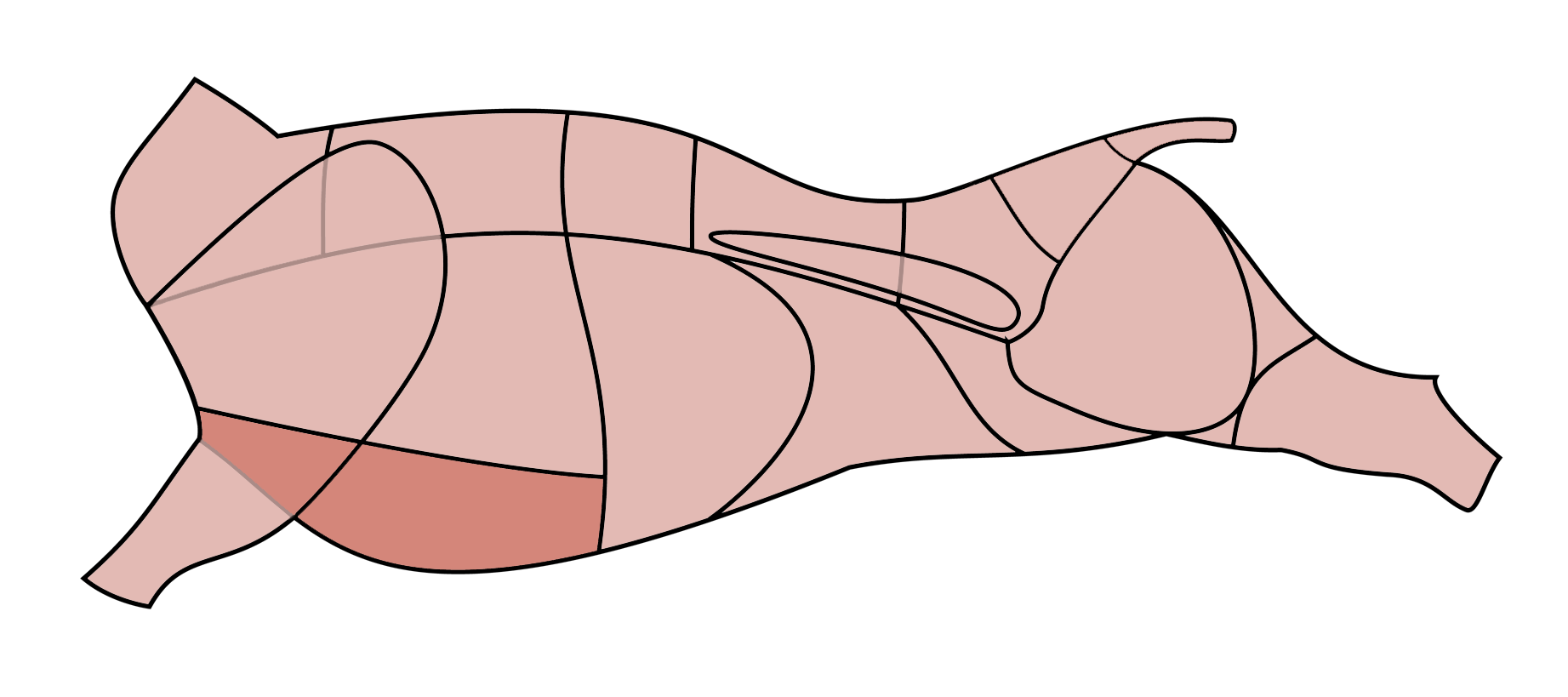
Styckningsschema för nötkreatur med bringan markerad.

Bringan är en styckningsdetalj vid styckning av nötkött och av lamm. Bringan är djurets bröstmuskulatur. Den består av många muskellager och fett och kräver en lång tillagningstid. Oxbringa är en vanlig maträtt inom svensk husmanskost.